# Полиспаст
Полиспастът e система от 2 или повече макари и гъвкав елемент (въже или верига), преминаващ последователно през тях.

## Описание
Намира широко приложение за повдигане или теглене на тежести. Използва се, както като отделно средство с ръчно задвижване, така и като част от конструкцията на различни устройства – кранове, но най-вече в строителството, за асансьори и др. Особено често се използва във ветроходството, където в голяма степен се разчита на механизми, задвижени изцяло ръчно от екипажа.
Може да се използва, както за усилване на тягата за сметка на по-бавно движение (силов полиспаст), така и за ускоряване на скоростта на движение за сметка на по-голямо усилие (скоростен полиспаст).
Най-често използваната конструкция представлява 2 блока, всеки от които се състои от 1 или повече макари на обща ос, като единият блок е закрепен неподвижно, а другият е прикрепен към товара, който се повдига или премества.

## Действие
Ако се пренебрегне триенето, ефективността на полиспаста е равна на неговата кратност. Кратността се определя от броя на ролките, през които преминава въжето. Силата, приложена към товара, е двукратно по-голяма от силата, приложена към свободния край на въжето. При това подвижната ролка със закачения товар се движи 2 пъти по-бавно от свободния край на въжето.
При повече ролки и съответно повече намотки на въжето силата се увеличава пропорционално на броя на ролките, като по същия начин се увеличава и разликата в скоростите. С увеличаване на броя на ролките се увеличава и триенето в системата, което намалява ефекта от полиспаста.
Когато местата на товара и приложеното усилие се разменят, се получава скоростен полиспаст. При него мощен задвижващ механизъм с малък ход (например хидравличен цилиндър) придвижва подвижния блок, а товарът се прикрепва към свободния край на въжето. При полиспаст с кратност 4, ако буталото на хидравличния цилиндър се придвижи с 1 метър, товарът ще се придвижи на разстояние 4 метра.